# Semič
Semič là một khu tự quản (tiếng Slovenia: občine, số ít – občina) trong vùng Dolenjska của Slovenia. Semič có diện tích 146.7 km2, dân số là theo điều tra ngày 31 tháng 3 năm 2002 là 3710 người. Thủ phủ khu tự quản Semič đóng tại Semic.